# Тэдзимэ
Тэдзимэ (яп. 手締め), также тэути (яп. 手打ち) — японский обычай церемониального ритмичного хлопания в ладоши, обычно сопровождаемого восторженным восклицанием участников, который проводится в конце мероприятия, представляя его мирное, живое завершение. Тэдзимэ может закрывать такие мероприятия, как праздник, собрание акционеров, завершение сделок и других деловых переговоров. Тедзимэ сопровождает исполнение, реализацию и завершение дел
.
Тэдзимэ начинается с призыва от лидера, как правило, «отэ о хайсяку» (お手を拝借), после чего участники кричат «иёуо» (イヨーオ), «ё» (ヨッ) или «мо иттё» (もう一丁) и затем начинают хлопать в ладоши.

## Этимология
Тэдзимэ — это сокращение фразы тэути дэ симэру (яп. 手打ちで締める), «тэути» означает «заключить сделку» или «прийти к соглашению», а «симэру» означает «завязать» или «скрепить». Тэути — синоним тэдзимэ, в регионе Кансай используется как основное название этой традиции.

## Виды
Существуют различные способы исполнения тэдзимэ, основные типы:
- Иттё-дзимэ (一 丁 締 め): выполняется один хлопок.
- В стиле Эдо:

- Иппон-дзимэ (一 本 締 め): выполняется три раза по три хлопка и один финальный хлопок (3-3-3-1).
- Санбон-дзимэ (三 本 締 め): выполняется три раза иппон-дзимэ (3-3-3-1 3-3-3-1 3-3-3-1).

Например, в случае с санбон-дзимэ церемония выглядит так:
Другие виды: Осака-дзимэ (大阪締め) и Хаката тэ иппон (博多手一本), которая проводится во время фестиваля Hakata-Gion Yamakasa Festival (博多祇園山笠), проходящего в Фукуоке в июле.